# Priscilla (pel·lícula de 2023)
Priscilla és una pel·lícula dramàtica biogràfica nord-americana de 2023 escrita, dirigida i coproduïda per Sofia Coppola, basada en les memòries de 1985 Elvis and Me de Priscilla Beaulieu i Sandra Harmon. Segueix la vida de Priscilla, i se centra en la seva relació amb el cantant Elvis Presley. Cailee Spaeny i Jacob Elordi interpreten a Priscilla i Elvis, respectivament. S'ha subtitulat al català.
La cinta ha sigut seleccionada per a competir pel Lleó d'Or a la millor pel·lícula en el Festival Internacional de Cinema de Venècia de 2023.

## Sinopsi
Quan l'adolescent Priscilla Beaulieu coneix Elvis Presley, un home que ja és una superestrella meteòrica del rock and roll, es converteix en algú totalment inesperat en els moments privats: un apassionant amor a primera vista, un aliat en la solitud, i un vulnerable millor amic.

## Elvis and me
Aquesta pel·lícula està basada en les memòries de 1985 de Priscilla Presley Elvis and Me: The True Story of the Love Between Priscilla Presley and the King of Rock N' Roll. El llibre també va ser escrit per Sandra Harmon. Al llibre, Priscilla parla de com a conèixer a Elvis Presley, el seu matrimoni i els factors i problemes que van portar al divorci de la parella, tals com les drogues o les infidelitats.
El 2022, es va anunciar que Sofia Coppola dirigiria una adaptació cinematogràfica de les memòries, protagonitzada per Cailee Spaeny com Priscilla i Jacob Elordi com Elvis. La pel·lícula, titulada Priscilla, es va estrenar al 80è Festival Internacional de Cinema de Venècia el 4 de setembre de 2023. Va rebre una estrena limitada als Estats Units per A24 el 27 d'octubre de 2023, seguida d'una estrena àmplia el 3 de novembre. Priscilla va ser productora executiva de la pel·lícula.

## Repartiment
- Cailee Spaeny com a Priscilla Beaulieu
- Jacob Elordi com a Elvis Presley
- Dagmara Dominczyk
- Raine Monroe Boland i Emily Mitchell com a Lisa Marie Presley
- Jorja Cadence com a Patsy Presley
- Rodrigo Fernández-Stoll com a Alan "Hog Ears" Fortas
- Luke Humphrey com a Terry West

## Recepció
Priscilla va rebre, en general, ressenyes mixtes a positives de part de la crítica i l'audiència. Al lloc web especialitzat Rotten Tomatoes, la pel·lícula té una aprovació de 83%, basada en 195 ressenyes, amb una qualificació de 7.2/10, i amb un consens crític que diu: "Amb l'actuació de Cailee Spaeny en el paper principal al cap, Priscilla veu Sofia Coppola donant una mirada tendra però clara a la barreja sovint tòxica creada en barrejar el primer amor i la fama." Tot i això, de part de l'audiència té una aprovació de 58%, basada en més de 500 vots, amb una qualificació de 3.3/5.
El lloc web Metacritic va donar a la pel·lícula una puntuació de 77 de 100, basada en 53 ressenyes, indicant "ressenyes generalment favorables", mentre que al lloc IMDb els usuaris li van assignar una qualificació de 7.1/10, sobre la base de 3100 vots.